# Виетри-суль-Маре
Виетри-суль-Маре (итал. Vietri sul Mare) — коммуна в Италии, располагается в регионе Кампания, в провинции Салерно.
Население составляет 8537 человек (на 2001 г.), плотность населения составляет 1067 чел./км². Занимает площадь 8 км². Почтовый индекс — 84019. Телефонный код — 089.
Покровителем коммуны почитается святой Иоанн Креститель. Праздник ежегодно празднуется 24 июня.